# Мейпл-Парк (Іллінойс)
Мейпл-Парк (англ. Maple Park) — селище (англ. village) в США, в округах Декальб і Кейн штату Іллінойс. Населення — 1433 особи (2020).

## Географія
Мейпл-Парк розташований за координатами 41°55′14″ пн. ш. 88°37′0″ зх. д. / 41.92056° пн. ш. 88.61667° зх. д. (41.920584, -88.616617).  За даними Бюро перепису населення США в 2010 році селище мало площу 6,10 км², з яких 6,10 км² — суходіл та 0,01 км² — водойми. В 2017 році площа становила 5,37 км², з яких 5,37 км² — суходіл та 0,01 км² — водойми.

## Демографія
Згідно з переписом 2010 року, у селищі мешкало 1310 осіб у 484 домогосподарствах у складі 352 родин. Густота населення становила 215 осіб/км².  Було 509 помешкань (83/км²).
Расовий склад населення:
| - 95,6 % — білих - 0,5 % — чорних або афроамериканців - 0,5 % — азіатів - 0,2 % — корінних американців - 1,5 % — осіб інших рас |

До двох чи більше рас належало 1,7 %. Частка іспаномовних становила 7,2 % від усіх жителів.
За віковим діапазоном населення розподілялося таким чином: 25,6 % — особи молодші 18 років, 65,1 % — особи у віці 18—64 років, 9,3 % — особи у віці 65 років та старші. Медіана віку мешканця становила 35,9 року. На 100 осіб жіночої статі у селищі припадало 102,5 чоловіків;  на 100 жінок у віці від 18 років та старших — 100,8 чоловіків також старших 18 років.
Середній дохід на одне домашнє господарство  становив 72 317 доларів США (медіана — 62 261), а середній дохід на одну сім'ю — 80 201 долар (медіана — 70 000). Медіана доходів становила 53 438 доларів для чоловіків та 39 318 доларів для жінок. За межею бідності перебувало 2,1 % осіб, у тому числі 0,7 % дітей у віці до 18 років та 0,0 % осіб у віці 65 років та старших.
Цивільне працевлаштоване населення становило 656 осіб. Основні галузі зайнятості: освіта, охорона здоров'я та соціальна допомога — 23,3 %, роздрібна торгівля — 14,8 %, виробництво — 12,5 %.